# Enne Koens
Enne Koens (* 24. Januar 1974 in Amsterdam) ist eine niederländische Autorin von Kinderbüchern, Theaterstücken und Liedern. Sie lebt in Utrecht.
Koens erhielt 2017 für ihr Jugendbuch Ik ben Vincent en ik ben niet bang (dt. Ich bin Vincent und ich habe keine Angst) das mit 5000 Euro dotierte Charlotte Köhler Stipendium als beste neue Kinder- und Jugendbuchautorin.

## Werke
- Tot alles gezegd is (2007)
- Vogel (2011)
- Sammie en Opa, waar begint de wind? (2013)
- Hotel Bonbien (2015)
  - dt.: Der Tag, an dem ich vom Baum fiel und unser Hotel rettete, Gerstenberg, Hildesheim (2017) ISBN 978-3-8369-5978-0.
- Ik ben Vincent en ik ben niet bang (2017)
  - dt.: Ich bin Vincent und ich habe keine Angst, Gerstenberg, Hildesheim (2019) ISBN 978-3-8369-5679-6.
- Die zomer met Jente, Luitingh Sijthoff (2019) ISBN 978-9-0245-8406-2.
  - dt.: Dieser Sommer mit Jente, Gerstenberg, Hildesheim (2023) ISBN 978-3-8369-6126-4.
- Stamina, Podium (2020) ISBN 978-9-0575-9280-5.
- Vanaf hier kun je de hele wereld zien, Luitingh Sijthoff (2021) ISBN 978-9-0245-9383-5.
  - dt. Von hier aus kann man die ganze Welt sehen, Gerstenberg, Hildesheim (2024) ISBN 978-3-8369-6248-3.
- Sammie en opa: waar begint de wind?, Luitingh Sijthoff (2023) ISBN 978-9-0210-3308-2.